# 彭氏宗祠 (粉嶺圍)

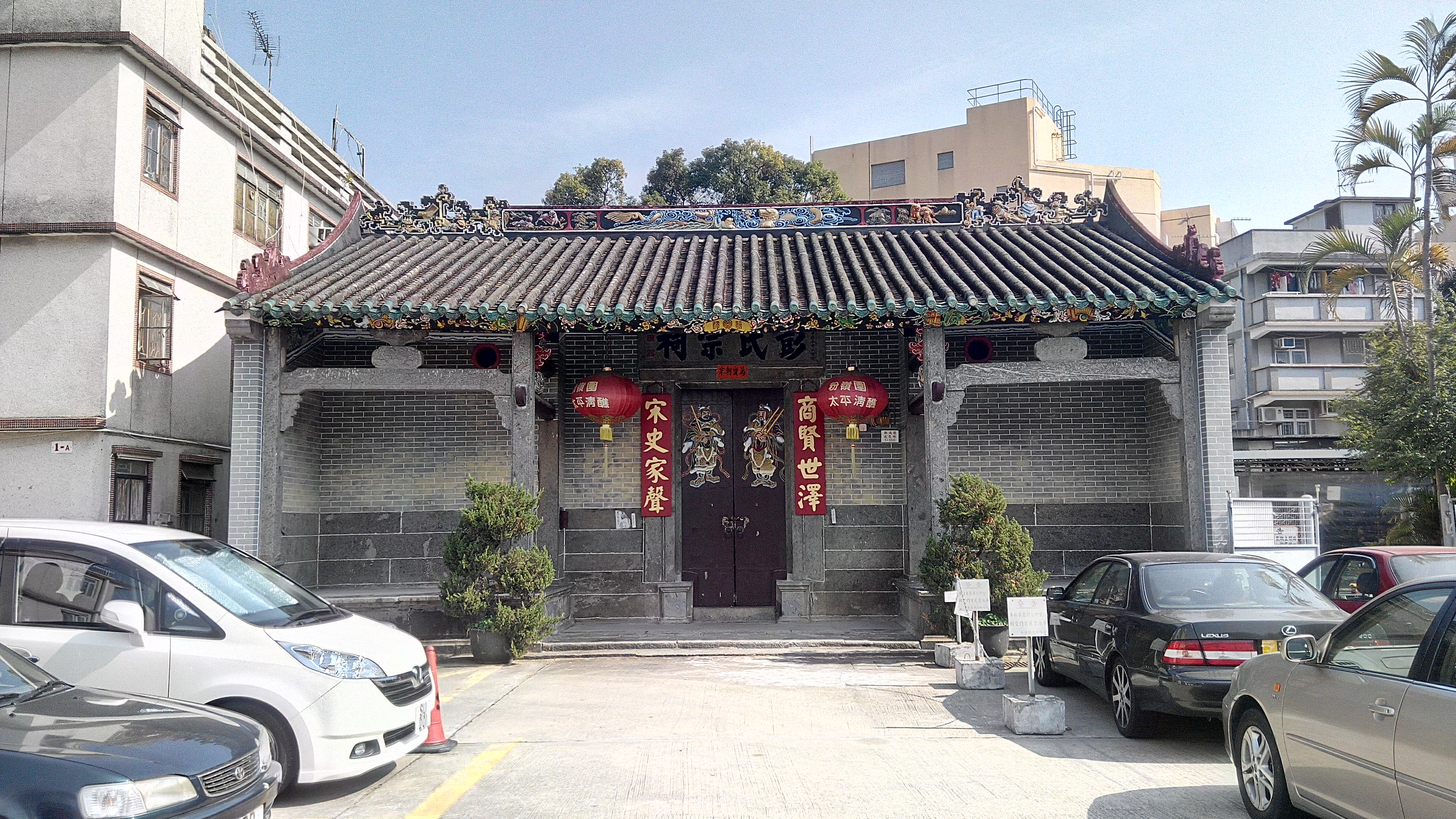
彭氏宗祠

彭氏宗祠位於香港新界北區粉嶺粉嶺圍北便村，是新界五大家族彭氏的家族祠堂，每年的二月初二，彭氏族人都會在宗祠內舉行春祭盛典，拜祭歷代祖先。自1979年開始，彭氏宗祠內的部分地方改建成為粉嶺幼稚園，為村內的年幼子弟提供學前教育，至近年粉嶺幼稚園才關閉。

## 歷史
彭氏宗祠初建於明朝萬曆初年（1573年）在北圍之內。到清朝道光年間，國學士彭步進見宗祠日久失修，在道光廿六年（1846年）委託風水先生擇吉，將宗祠移建至北便村現址。彭氏宗祠曾於光緒十年（1884年）重建，後來又在1979年重新粉飾。

## 結構
彭氏宗祠屬兩進式建築物，規模雖較其他新界五大族圍村的家祠為小，但建築相當精美，大門左右懸有楹聯：「商賢世澤 宋史家聲」，正廳設有一座壁龕，分上下共七層，供奉粉嶺村始祖彭桂以下16世88位祖先的神位，正廳右側供奉「烈子靈牌」，村民俗稱為「英雄陣」，用以紀念為村事而犧牲和有貢獻的族人。中間為天階，兩旁為廂房和走廊，有斗拱木刻、屋脊上有「鯉躍龍門」雕飾、花崗石樑柱、陶塑人物、精緻壁畫。彭氏宗祠已被列為一級歷史建築受法例保護。

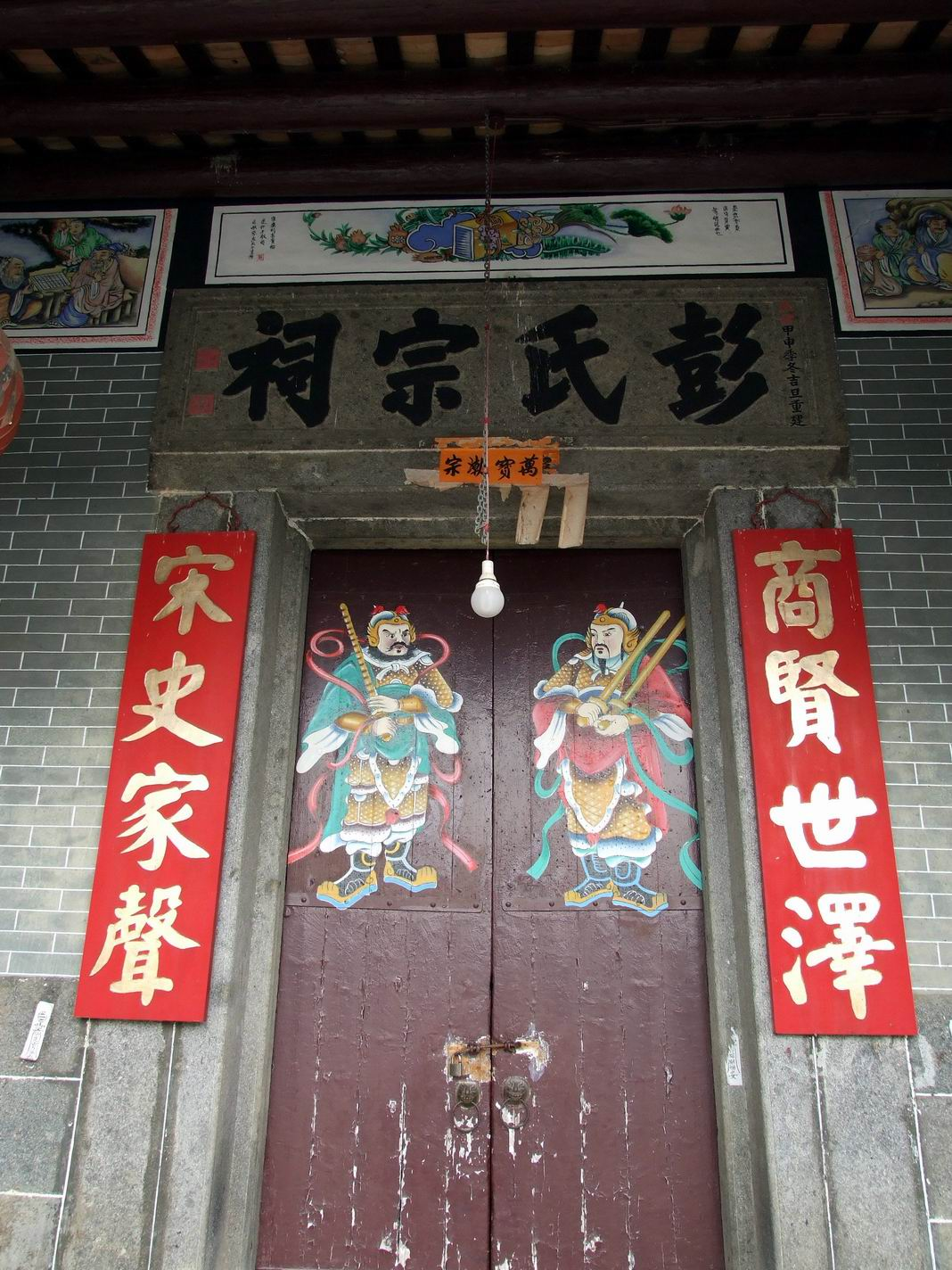
正門
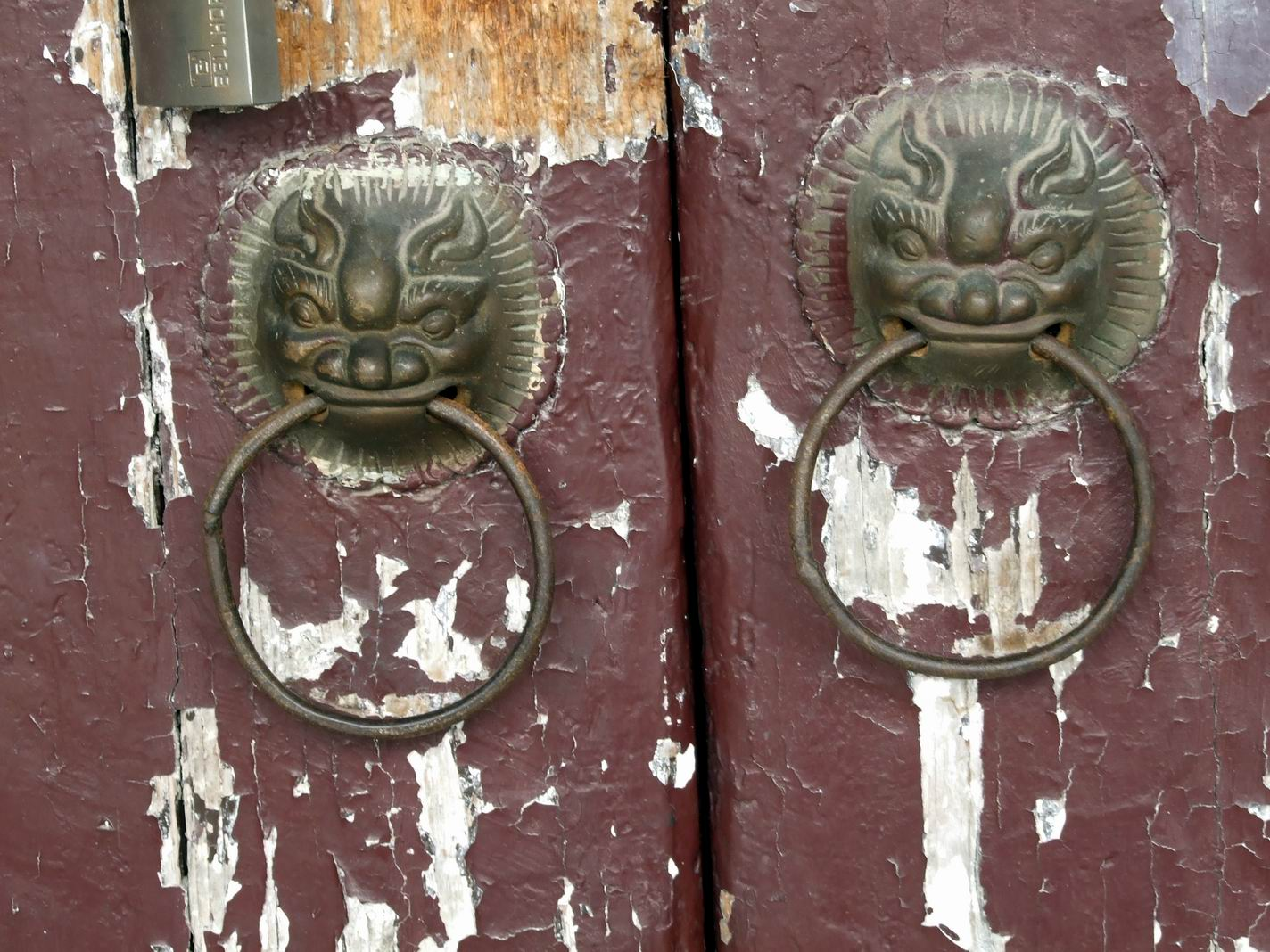
鋪首
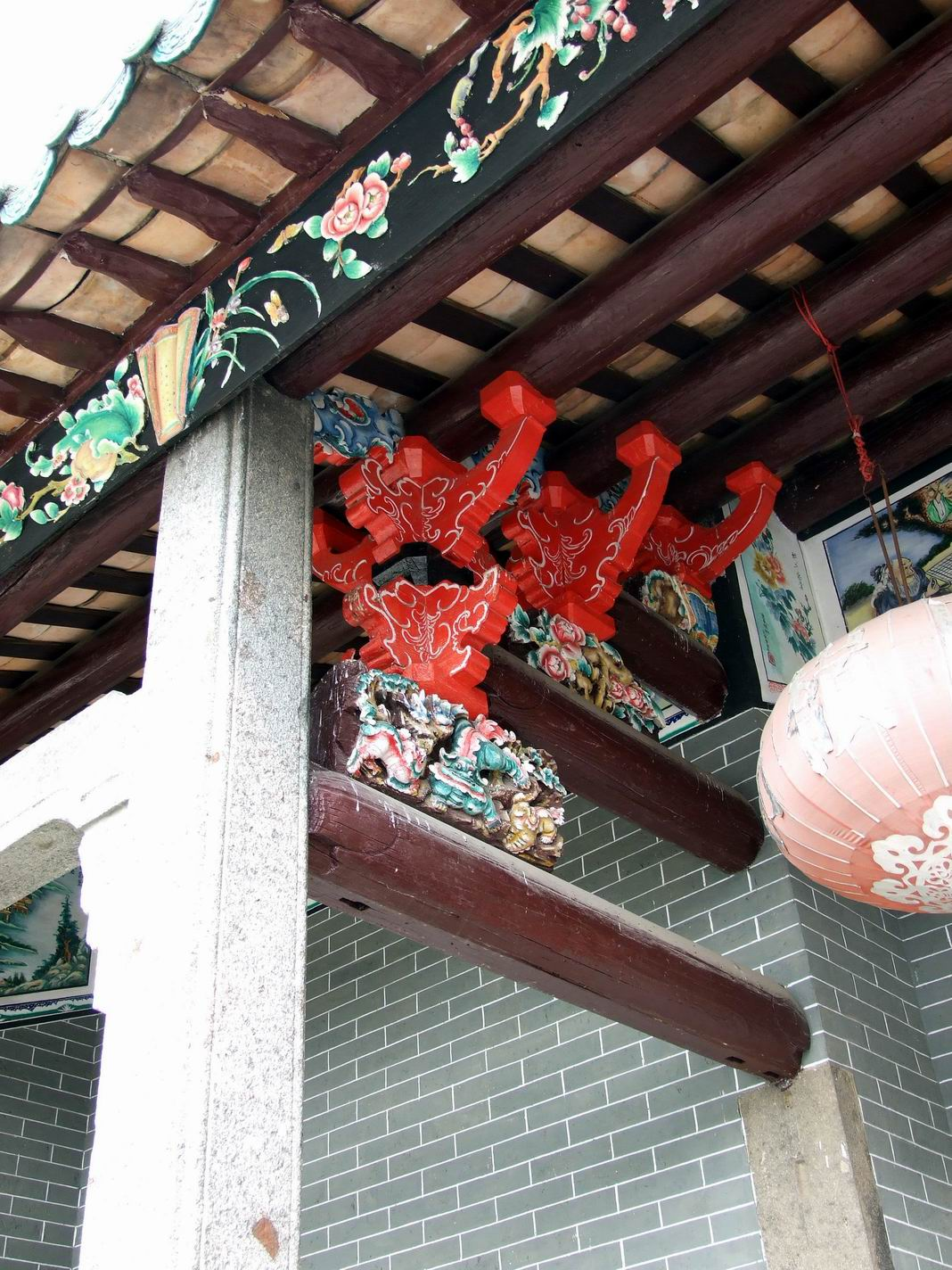
斗拱
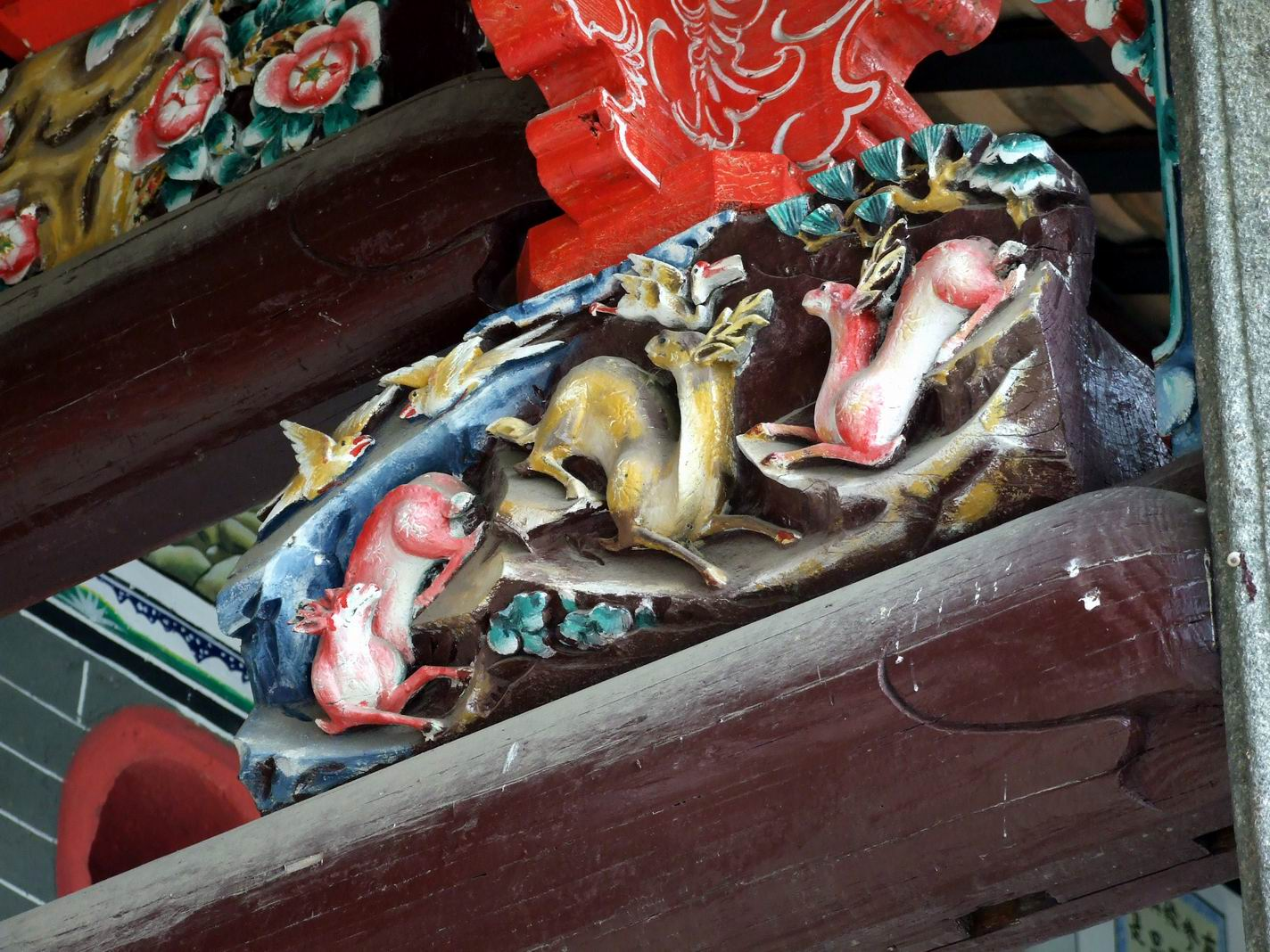
木刻